# Ralf Bißdorf
Ralf Bißdorf (* 15. März 1971 in Heidenheim an der Brenz) ist ein deutscher Florettfechter.

## Leben
Der Linkshänder mit einer Körpergröße von 1,94 m und einem Körpergewicht von 76 kg übt seinen Sport seit 1979 aus. Er gewann 2000 bei den Olympischen Sommerspielen in Sydney die Silbermedaille im Herreneinzel. 2002 wurde Bißdorf Mannschaftsweltmeister.
Weitere Erfolge sind seine Europameistertitel im Einzel 1998 und 2006 sowie 1998 und 2001 mit der Mannschaft sowie 11 Siege bei Weltcupturnieren und insgesamt über 50 Finalteilnahmen. Zudem gewann er dreimal hintereinander den Gesamtweltcup im Herrenflorett Einzel (2000–2002). Er führte mehr als 500 Tage die Weltrangliste im Herrenflorett an. Darüber hinaus errang er drei Bronzemedaillen bei den Weltmeisterschaften mit der Mannschaft.
Betreut wird Ralf Bißdorf von Trainer Thomas Zimmermann. Er war von 1997 bis 2005 Vorsitzender der Athletenkommission des Fechtweltverbandes FIE und ist Träger des Silbernen Lorbeerblattes der Bundesrepublik Deutschland.

## Tätigkeit als Trainer
Nach seiner aktiven Zeit begann Ralf Bißdorf als Trainer zu arbeiten. Zu Beginn bei dem Privatklub „Z Fencing“ (2010–2012) in Singapur, dann als Cheftrainer Fechten in der Sportschule Singapur (2012–2016). Seit 2016 ist er Cheftrainer im Florett an der „Marx Fencing Acadamy“ in Acton, Massachusetts. Seit 2022 ist er Florett-Nationaltrainer der Frauen im Team USA. Das Team USA gewann unter ihm bei den Olympischen Sommerspielen 2024 im Florett Einzel die Gold- und Silbermedaille (Lee Kiefer und Lauren Scruggs), sowie in der Mannschaft Gold.